# Geleenhof

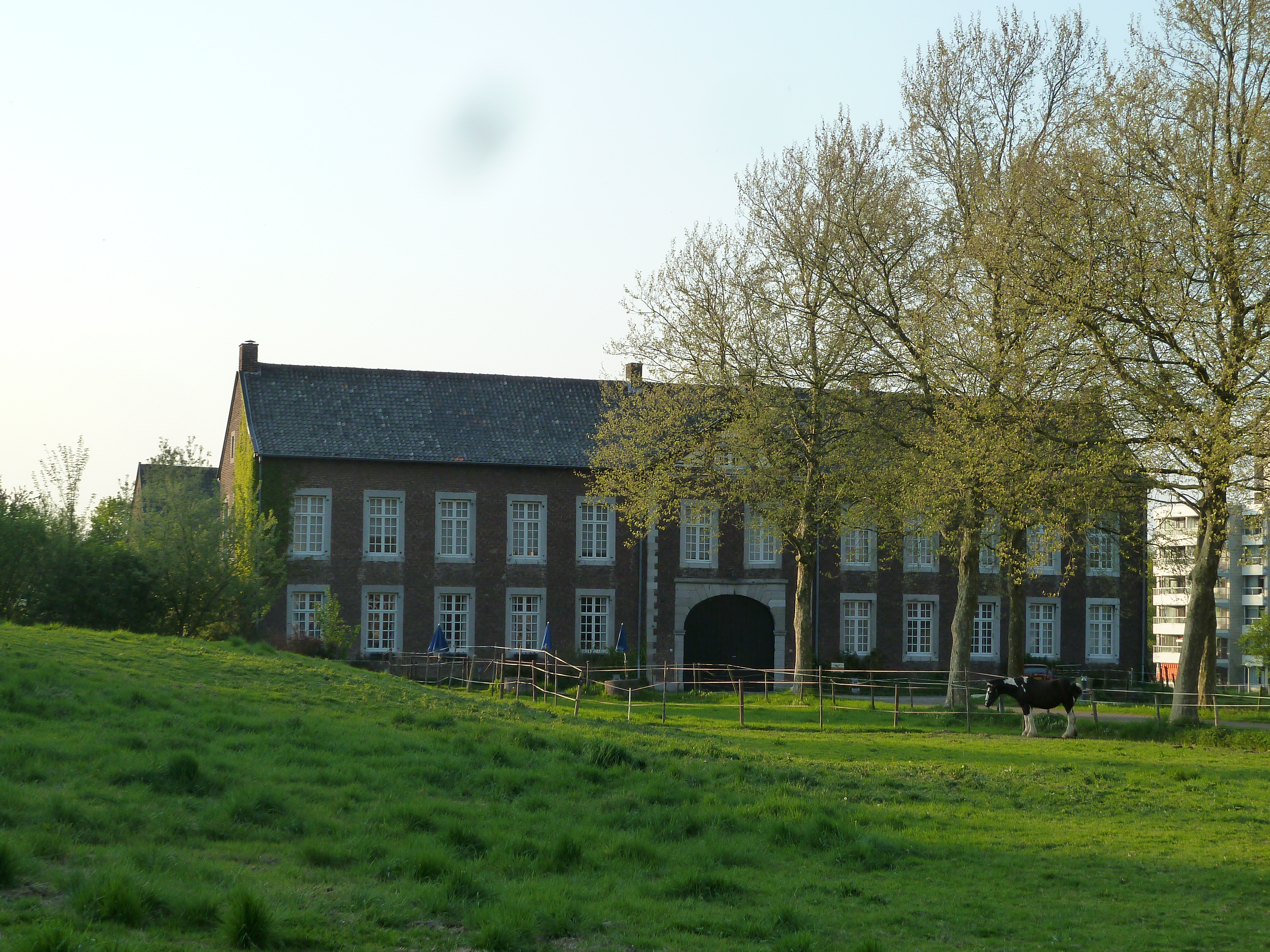
De Geleenhof aan de Valkenburgerweg.

De Geleenhof is een boerderij in de Nederlandse gemeente Heerlen en sinds 1967 een rijksmonument. De grote bakstenen boerderij aan de Valkenburgerweg stamt uit 1688 en deed lang dienst als boerenbedrijf en -molen.